# حب خادع
حب خادع أو ساموت فداء للحب (بالهندية Ishq Mein Marjawan) هو مسلسل تلفزيوني هندي رومانسي، للمخرج ياش آ باتنيك، تم بثه من 20 سبتمبر 2017 إلى 28 يونيو 2019 على قناة كولرز تي في الهندية، الأبطال الرئيسين هم أرجون بيجلاني، اليشا بانوار، نيا شارما وسوناريكا بهدوريا، في ادوار ديب راج سينغ، تارا رايتشاند، أروهي كاشياب ونيترا شارما.

## القصة
تتحدث القصة عن إمرأتين متشابهتين وهم تارا وأروهي، وديب الذي يتعرف على أروهي ليلبسها جرائم قتل تارا، فتتحول حياة أروهي إلى سواد بسبب ديب الذي لا نعرف إن كان يحبها أو يستعملها لمصالحه.

## الأحداث
تبدأ الأحداث عندما تقتل تارا امرأة لأنها خانت خطيبها وتارا قاتلة متسلسلة تقتل كل من يخون ومع ذلك تكره الدم.

## الإنتاج
لاقى العمل نجاح باهراً خصوصاً بطلته إليشا بانوار التي استطاعت إقناع الجمهور بشخصية تارا السايكو واروهي المظلومة في أول بطولة مطلقة لها، وبعدها أنسحبت إليشا من المسلسل بتاريخ 16/4/2019 بعد مشوار 431 حلقة.
في يناير 2020 أعلن عن موسم ثاني سيصدر قريبا ولكن مع وجوه جديدة وسيكون من بطولة هيلي شاه، فيشال فاشيشتا وراهول سودير.
وكان سيعرض في 30 مارس 2020 بسبب جائحة كوفيد-19 عرض في 6 يوليو 2020
وفي بعض الحلقات سيظهر أبطال حب خادع من الموسم الأول وهم أرجون بيجلاني، أليشا بانوار ونيا شارما.

## الأدوار

### الادوار الرئيسية
- أرجون بيجلاني بدور ديب راج سينغ (2017–2019)/ راج ديب سينغ/ السيد اكس (2019)
- إليشا بانوار بدور تارا رايتشاند، زوجة ديب الأولى (2017–2019)/أروهي كاشياب، زوجة ديب الثانية (2017–2018)
- نيا شارما بدور أروهي كاشياب(2018–2019)/أنجالي شارما (2018)
- سوناريكا بهدوريا بدور نيترا شارما، زوجة ديب الثالث (2019)

## بث عالمي
| البلد           | القناة          | الأسم              | البث               | الوقت     | الحلقات                                           |
| --------------- | --------------- | ------------------ | ------------------ | --------- | ------------------------------------------------- |
| المملكة المتحدة | Colors Rishtey  | Ishq Mein Marjawan | September 20, 2017 | 20:00     | 475                                               |
| الصومال         | MCTV            | Godob Caashaq      | December 23, 2017  | 20:00     | 475                                               |
| فيتنام          | Vie Giải Trí    | Cô Dâu Thế Tội     | March 24, 2019     | 20:00     | 136                                               |
| الوطن العربي    | أم بي سي بوليود | حب خادع            | 9 يونيو 2019       | 19:00 KSA | 265 حلقة،240 في الموسم الأول و25 في الموسم الثاني |